# 曹丕
曹 丕（そう ひ）は、三国時代の魏の初代皇帝。字は子桓（しかん）。父の曹操の勢力を受け継ぎ、後漢の献帝から禅譲を受けて王朝を開いた。政治家である一方、曹操、曹植と並んで三曹と称される優れた文学者であった。著書に『典論』がある。

## 生涯

### 曹操の後継
曹操と卞氏（武宣皇后）のあいだの長男として生まれ、8歳で巧みに文章を書き、騎射や剣術を得意とした。初めは庶子（実質的には三男）の一人として、わずか11歳で父の軍中に従軍していた。建安2年（197年）に曹操の正室の丁氏が養子として育て、嫡男として扱われていた異母長兄の曹昂（生母は劉氏）が宛城の戦いで戦死すると、これがきっかけで丁氏が曹操と離別する。次兄の曹鑠も程なく病死し、一介の側室でしかなかった生母の卞氏が曹操の正室として迎えられた。以後、曹丕は曹操の嫡子として扱われるようになる。『三国志』魏志によれば、曹丕は茂才に推挙されたが、出仕しなかった。
曹操の下で五官中郎将として副丞相となり、曹操の不在を守るようになった。通説では建安21年-22年（216年-217年）に弟の曹植と激しく後継争いをしたと言われる。争いの最初は曹丕が優柔不断で対策がなかったが、部下が考え出した策によって優位を取り戻した。曹操も曹丕と曹植のいずれを後継とするか迷っていたが、最終的に賈詡の皮肉で曹丕に確定し、217年に曹操から太子に正式に指名される。建安24年（219年）、曹操が漢中への出兵で不在の時に魏諷の反乱が起こるが、陳禕が曹丕に密告したために露見し、魏諷は捕らえられ処刑された。
建安25年（220年）に父・曹操が逝去すると、魏王に即位し丞相職を受け継ぐ。魏王に即位した頃、臧覇の部下と30余万の青州兵は、天下が乱れると考え、皆で太鼓をたたいて勝手に去って行った（『魏略』、「臧覇伝」）。劉備は曹操が死んだことを聞くと弔問の使者韓冉を遣わしたという。曹丕は劉備が曹操の死を利用して好を通じようということを嫌い、その使者を殺すようにと荊州刺史に命じた。
一方、私兵四千家あまりを統率して孟達が魏に帰伏したため、大いに喜び厚遇した。当時、大勢の臣下のうちで、孟達への待遇があまりに度はずれであり、また地方の鎮めの任を任すべきでないと考える者があった。これを耳にすると、「私が彼の異心なきことを保証する。これも例えてみれば、蓬の茎で作った矢で蓬の原を射るようなものだ（毒を以て毒を制すの意）」といった。曹丕は、房陵・上庸・西城の三郡を合併して新城郡とし、孟達に新城太守を担当させた。

### 皇帝に即位
そして、献帝に禅譲を迫って皇帝の座に即位した。ただし、表向きは家臣たちから禅譲するように上奏し、また献帝から禅譲を申し出たのを曹丕は辞退し、家臣たちに重ねて禅譲を促されるという形を取った。2回辞退したのちに、初めて即位した。ここで後漢が滅亡し、名実ともに三国時代に入ることになる。文帝は内政の諸制度を整え、父から受け継いだ国内を安定させた。特に陳羣の進言により制定された九品官人法は、後世に長く受け継がれた。
曹丕は劉曄の進言を受け入れず、夷陵の戦い直後に介入して、魏の総力を結集して30余万の軍勢で三路から呉の背後を攻めた。曹丕も宛に進駐し、自ら親征軍の陣頭指揮を執り、曹休・曹真・曹仁らに加勢した。黄初3年（222年-223年）に始まった出兵で、当初揚州方面では曹休が呂範を破り、曹真・夏侯尚・張郃らが孫盛・諸葛瑾を破ったものの、後に曹仁・蔣済・曹休・張遼・臧覇らが呉軍に相次いで敗北。一方、荊州方面では曹丕は毎日曹真・夏侯尚らに絶え間なく援軍を送り、呉将・朱然の籠る江陵城を包囲させた。江陵城は数重に包囲され孤立無援となり、疫病によって守備兵も5千人まで減ったものの、朱然は兵を励まし、隙を窺い魏軍の二つ陣地を破った。包囲は半年に及んだが、魏軍は戦死者が多く、曹丕・曹真・夏侯尚・張郃・徐晃・満寵・文聘・辛毗らは兵糧が底を突いた朱然を攻め破れず、また包囲軍中で疫病が流行したため退却せざるを得なかった。途上に魏軍は呉軍の追撃や満潮により撤退に苦しみ、被害も大きかった。（222年から223年にかけての三方面での戦い）。
なおも曹丕は賈詡・辛毗の進言に従わず、翌黄初5年（224年）の出兵では、曹丕は自ら10余万の親征軍を指揮して広陵へ出撃した。しかし呉将・徐盛が長江沿岸に築いた偽の城壁が数百里にわたって続き、曹丕は広陵に到ると偽城を望見して驚き、魏の人々もこれを恐れ、かつ長江の水量が増大しているのを見て、「魏には騎兵が千群もあるが、何の役にも立たない」と慨嘆した。また魏軍の船団が大波によって覆され被害も広範囲であり、多くの船が敵陣に流された。「彼には未だ人材が多く、攻め取るのは難しい」と改めて感嘆した。自分の龍舟も敵岸に閉じ込められたため、被害を受けた魏軍は敗走した。
さらに翌黄初6年（225年）、曹丕は蔣済・鮑勛の忠告を受け入れず、またも自ら10余万の親征軍を発して広陵へと進軍した。鮑勛が直諫したため、曹丕はさらに腹を立て、鮑勛を左遷した。この年は寒さが厳しく長江が凍り、曹丕は「天は、南北を区切ろうとするのか」と歎じたが、自分の龍舟（御座船）を動かすことができなかったので撤退した。この退却を機と読んだ呉将・孫韶は決死隊500人で10余万の魏軍に夜襲をかけ、恐怖に陥った魏軍を寿春へ敗走させた。魏軍が孫韶に敗れると、追撃で曹丕の乗馬車・羽蓋と魏軍の輜重なども奪われた。
黄初7年（226年）5月丙辰（16日）に病に倒れ、翌丁巳（17日）に嘉福殿にて崩御した。享年40。死ぬ間際、司馬懿・曹真・陳羣・曹休に皇太子の曹叡を託した。

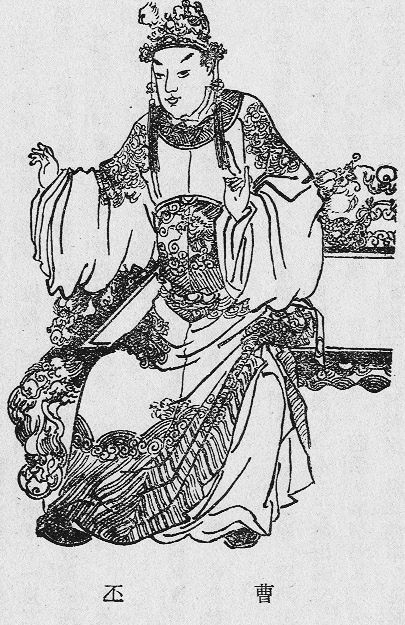
曹丕（清代『三国志演義』より）

## 治績
在位中に領内の乱が頻発し、鎮圧のことには成功もあれば失敗もある。また、曹丕は領内の乱を止められず、民も乱の中で殺害されるに至ると、水害問題も解決できなかった。一方、曹丕の統治は主に王権を重視するものであった。宦官を一定以上の官位に昇進できないようにしたのは、その端的な処置であると言える。他にも郭氏を皇后に立てる際は、皇帝を差し置いての太后への上奏を禁じ、冀州の兵士5万戸を河南郡に移した。身内にも厳しく、曹植を始めとする兄弟を僻地に遠ざけ、権力を削ぐため転封を繰り返したことで有名である。これによって必要以上に藩屏の力が衰えた。曹操死後において、曹丕が跡を継ぐと司馬懿はますます重用され、後の司馬氏の台頭を招いてしまった。魏を滅ぼした西晋の武帝司馬炎はこれに鑑みて皇族を優遇したが、今度は逆に諸王に軍事権まで与えるなど厚遇が過ぎ、八王の乱を引き起こすに至る。
政治面では年長で老練である孫権に欺され、手玉にとられている。軍事面では3度にわたり呉に出兵したが、いずれも勝利を得ることはできず、3連敗を喫している。なお、経験も浅い曹丕は皇帝専制を推し進めるものの在位わずか6年で崩御する、身内の力を削ぎ、司馬懿を重用し、国内において九品官人法を施行し、多くの建国の功臣を処刑・迫害・罷免し、結果として魏の寿命を縮めたという指摘もある。（『三国志集解』）
その一方で文化面については、自身の文学論『典論』で「文章は経国の大業にして、不朽の盛事なり」と文化によって国を安らげる文章経国の思想を掲げている。また、本格的な類書の最古のものとされている『皇覧』（現在、散迭）を編纂している。

## 評価
劉備は臨終の際、諸葛亮に対して「そなたの才能は曹丕の10倍ある」と言った。孫権は諸葛瑾への手紙で曹操の統率力を高く評価し、曹丕は曹操より万事に及ばない、と書いたという。
曹丕が魏を建国した220年に制定した九品中正法は制定当時はよく機能していたが、後に政局の腐敗を招いた。力のない寒門からは上位の官僚になることはできず、力のある勢族から下位の官僚になる者はいない。これにより賄賂が横行し、貴族階級が形成された。司馬懿はその欠陥を悪用し自分の息のかかった人物を登用する手段として用い、名士層が権力を掌握するようになり、西晋時代に入ると豪族たちが貴族化し、貴族台頭の時代を迎える。王朝政権は腐敗しており、豪族共同体は私利私欲で崩壊していくことになる。
『三国志』の撰者である陳寿は「文学の資質には天稟といえる趣があり、博聞強記の学識と技芸の才能を兼備していた。これでこのうえ、広大な度量を加え、公平な誠意をもって努め、徳心を充実させることが出来たならば、古代の賢君もどうして縁遠い存在であっただろうか」と評しており、文学面だけは褒めているものの、婉曲的に『短気で器が小さい、不公平で誠意のない、寡徳、明君とは程遠かった』と示している。

## 『列異伝』に関する考察
曹丕は志怪小説『列異伝』の撰者といわれているが、現行の『列異伝』は『芸文類聚』『水経注』をはじめとする各文献に引用された話を集めた輯本であり、曹丕死後の景初・正始・甘露年間の話も含まれている。
『隋書』経籍志では「列異伝 全三巻、魏文帝撰」とあるが、『旧唐書』では「全三巻、張華撰」となっており、『新唐書』芸文志では「張華撰」とするが、巻数を三巻ではなく一巻とするなど、記録の異同が多い。清の姚振宗『隋書経籍志考証』では「張華が魏文帝に続いて作り、後代の人々が混同したのだろう」としているが査証はない。
もともと「列異伝」という題名自体、誰でも付け得るものであり、『太平御覧』所収の諸文献を比較すると、撰者を記していないケースが多い。撰者名がある場合は、曹丕に次いで張華が多い。そのほかにも呉の胡沖や、西晋の皇甫謐の著作として『列異伝』の名前が見える。さらに、こうした類書の場合、著者の正確性をあまり問題にしないことが多い。このため現行の『列異伝』と曹丕の書がどのような関係にあるか、正確にはわからない。
志怪小説の撰者として、曹丕の名が挙げられたことは、彼が怪奇な文学風の持ち主であったことも一因であろう。しかし、古い志怪小説の場合、そこに「怪奇とは天による戒め、前兆である」という思想が前提となっていることも忘れてはならない。有名な『捜神記』にしても、文章の構成としては「ある事件」→「従来の解釈」→「干宝の解釈」のスタイルが全編に見られる。

## 逸話
- 曹丕は宝剣を製造した。光は流星にも似ており、「飛景」と名付ける[13]。

- 長兄の曹昂が戦死した宛城の戦いでは、当時11歳の曹丕も命の危機にさらされながらも戦わずして逃げる[14]。後に宛城の戦いの当事者の張繡が頼み事に赴いた際、曹丕は｢お前は私の兄を殺したのに、どうして平気な顔をして会えるのだ｣と罵し、これに不安を感じた張繡は自殺したと言う[15]。

- 鄧展は戈・殳・戟・酋矛・夷矛の五種類の武器の扱いに通暁していると評判で、また徒手空拳のまま白兵戦に参加できるのだと噂されていた。曹丕もまた撃剣の使い手で、あるとき劉勲・鄧展らと一緒に酒を呑み、鄧展とのあいだで撃剣の議論になった。しばらくして曹丕が「その方の言う法は間違っておる。私はかつてそれを嗜んだ事があり、やはり巧者になったがな」と言うので、鄧展は試合することを求めた。そのとき酒宴は酣であったが、ちょうど竿蔗（さとうきび）を酒の肴にしていたのでそれを武器代わりにした。殿を下りて数合ほど打ち合い、曹丕が鄧展の臂に三度当てた。左右の者は大笑いした。鄧展は納得がいかず、もう一度手合わせしたいと願った。曹丕は「私の法は厳しく攻め込むもの故、面を撃つのが難しい。全部臂に当てたのはそのせいだ」と言った。鄧展はなおも一戦交えたいと願った。 鄧展は突きを繰り出して勝負を決めるつもりであったが、曹丕はその手をあらかじめ読んでおり、わざと深く踏み込んだ。鄧展は予定通り、間髪を入れず前進したが、曹丕は身を引いて彼の額を真ん中から叩き切った。座中の面々は驚いて曹丕を眺めた。曹丕は座席に戻ると「私はその方が過去の技術を棄て、改めて奥義を学ぶ事を期待しているぞ」と言って、笑った[16]。

- 樊城の戦いにて関羽軍の捕虜となっていた于禁が魏に帰還した時、彼を引見した曹丕は慰労した上で、曹操の陵への墓参を勧めた。それに従い于禁が訪れると、そこには『関羽が戦いに勝ち、龐徳が憤怒して降服を拒み、于禁が降服した様が描かれていた絵』が掲げられていた。于禁はこれを見ると、面目無さと腹立ちのため病に倒れ、死去した。曹丕は于禁に厲侯の諡を与え、于禁は死後までも嘲られたのだった[17]。しかし于禁の子に対しては父の爵を継がせるなどの措置を取っている[18]。

- その一方、魏に仕官してから日が浅い龐徳が魏への忠義に殉じた事を高く評価しており、曹丕が魏王に就いた直後に龐徳の墓に使者を遣わして、壮侯の諡を与え、子の龐会ら4名にも爵位を授けている[19]。

- 宗室であり、功臣でもある曹洪に対し、過去に借財を頼んで断られた恨みから皇帝即位後に他の罪を口実に殺そうとした。群臣達は曹洪の赦免を求めたが、救う事ができなかった。また、曹真もこれを諌めたが果たせなかった。結局は卞太后（曹丕の生母）の取り成しによってようやく死罪を免れたが、所領と爵位を削られた。この処置に、曹洪の功績を知る多くの人達は釈然としない思いであったという[5]。

- 曹丕が太子だった頃、郭夫人の弟が罪を犯し、鮑勛がこれを裁いた。曹丕が赦免を請うたが拒否されたため、彼は鮑勛を恨むようになった。曹丕が即位した後、鮑勛は「狩猟などの遊びは後回しにされて、まずは内政を整えるべきであります」と常に上奏した。このため曹丕は鮑勛を煙たがり、上奏文を即座に破り捨てることまでするようになったという。曹丕が呉を討とうとすると、鮑勛が直諫したため、曹丕はさらに腹を立て、鮑勛を左遷し治書執法とした。その後、孫邕を追求しようとしていた軍営令史の劉曜が罪を犯すと、鮑勛は劉曜の免職を上奏した。すると劉曜は、鮑勛が孫邕の罪を見逃したことを密かに上奏したという。これに対し曹丕は、鮑勛を逮捕して廷尉に引き渡すよう命じた。一方、鮑勛の罪が懲役5年との廷尉からの判断に対し、三官は法律によれば罰金で済むことだと主張したという。しかし、曹丕は激怒し三官以下を逮捕してしまった。その後も、鍾繇・華歆・陳羣といった名臣たちが鮑勛の父の功績（父は鮑信、曹操の創業を助けた建国の功臣と言ってもよい人物）を持ち出し弁護したが、曹丕は許そうとせず、最終的には私怨で処刑してしまった。鮑勛の刑死から20日後の5月17日に曹丕が崩御したため、鮑勛を悼まない者はいなかったという。

- その一方で、同じく曹操の功臣辛毗とは仲が良く、彼の諫言については反発せずに逆に聞き入れる事が多かった。なお、曹丕が太子になった際には辛毗に対して喜びの余り肩に抱きついて浮かれすぎるほど喜ぶなど、辛毗の娘の辛憲英から曹魏政権の行く末を心配するほど呆れられていた[20]。

- 外出しようとした文帝は、馬を選んで宮中に引き入れさせた。途中で引き入れられてゆく馬を見て、朱建平は人に「この馬の相は、今日死ぬことになっている」と告げた。文帝が馬に乗ろうとすると、馬は帝の衣服にたきこめた香のかおりを嫌って、気が立って文帝の膝にかみついた。ひどく腹を立てた文帝は即座にその馬を殺した。

- 司馬懿・陳羣・呉質・朱鑠（字は彦才）は文帝に寵愛され、「四友」と呼ばれて重職を歴任した。

- 龐統の弟龐林の妻は、同軍の習禎の妹であった。曹操が荊州を破ったとき、龐林の妻は龐林と離ればなれになり、一人で幼い娘を十余年養育した。後年、龐林が黄権に従って魏に投降したとき、やっとふたたび親子一緒になることができた。聞き知った曹丕は彼女を賢婦だと思い、寝台・帳・衣服を賜って、その節義を表彰した[21]。

- 甄氏に対する曹丕の寵愛は次第に薄れていき、郭氏や李貴人・陰貴人に移っていった。それを悲嘆した甄氏に死を賜っている。埋葬の際には振り乱した髪で顔を覆われ、口には糠が詰め込まれた。後に郭夫人が皇后に立てられた[22]。

- 曹丕は喪中の曹休の事を大変心配していたとあり、族兄の曹休は母の喪で至孝だった。曹丕は侍中に喪服を奪わせ、曹休に飲酒食肉を無理強いする。曹休は詔を受領したが、ますます憔悴になった[23]。

- 博識で知られていた曹丕の異母弟の曹沖が夭折した時、曹操は曹丕に対し「倉舒（曹沖）の死はわしにとっては大きな悲しみだが、お前にとっては喜びだ。何しろこれでお前がわしの後継者になれるのだからな」と語った。曹丕は即位後に「子脩兄上（曹昂）が生きていても限界があっただろうが、弟の倉舒（曹沖）が生きていたなら、私は主となって天下を治められなかっただろう」と述懐しており[24]、若くして世を去った兄・曹昂、弟・曹沖に対して劣等感を抱いていた[25]。

- 曹仁が関羽に包囲された時（樊城の戦い）、曹操は曹植を南中郎将とし、征虜将軍を兼務させ、曹仁を救援させようと思い、呼び出して訓戒することがあった。曹植が出発しようとしていたところ、曹丕が酒を持ってきて、出陣へのはなむけと称して曹植にむりやりに飲ませて酔わせてしまい、曹植は命令を受けることができなかった。この迂闊さに曹操は怒った[26]。

- 王忠はかつて、李傕・郭汜の乱による三輔（長安）の混乱で、飢え苦しんで人肉を食した事があった。後に五官中郎将だった曹丕は、曹操・王忠らと共に外出したことがあった。このとき曹丕は、芸人に命じて墓場から髑髏を取って来させ、これを王忠の鞍に括り付けさせた。かつて人肉を食った王忠を、笑い者にしたのである[27]。

- 長水校尉の戴陵が、文帝がたびたび狩猟に出かけるのを諫言したため怒りを買って処刑されかけたが、減刑されて助かった。

- 丁儀は文才に優れており、曹操からもその才能を評価され、曹丕の異母姉の清河長公主（曹昂の同母妹）を嫁がせようと考えていた。しかし息子の曹丕に意見を求めた際「丁儀の容貌は斜視（眇＝すがめ、片目が小さいこと）なので、そのような醜い男の妻になっても姉上がお気の毒です」と答えたために曹操は気が変わり、最終的に夏侯楙に対し清河公主を嫁に出した。だが後に丁儀が改めて有能だとわかると「やはり娘を丁儀に嫁がせるべきであった」と、曹操は大いに後悔したという（夏侯楙は関中にいた頃多くの娼妓を囲っていたため、結局清河長公主とは不仲となってしまう）。このような経緯もあり、丁儀は曹植を曹操の後継者に推し、曹丕派と曹植派は讒言と詭計で互いを陥れようとしている。220年に曹操が死に、曹植との後継者争いに勝利して王位に即位した曹丕は、報復人事を起こし、丁儀が捕えられて殺されたばかりか、丁一族はすべて誅殺されてしまった。

- 曹操は後継者問題で悩んでいたとき、楊俊にも意見を求めた。楊俊は曹丕と曹植の優れた点を併せて論じ、どちらか一方に肩入れする事はなかったが、「敢えて言えば曹植さまの方が立派です」と答え、それを聞いた曹丕はずっと根に持っていた。ある日、曹丕が宛を訪れたとき、市場が繁盛していなかった。これを見た曹丕は怒って、南陽太守だった楊俊を収監した。王象・司馬懿・荀緯らは血が出るまで頭を床に叩きつけて命乞いをしたが、曹丕は決して許そうとしなかった。楊俊は「私は罪をわきまえております」と言って自殺した。

- 曹丕は弟の任城王曹彰が勇猛であるのを憎んでいた。そこで、母の卞太后の部屋で曹彰と碁を打ちながら、ともにナツメを食べている折、曹丕は毒をナツメのへたの中に入れておいて、自分は食べてもよい物を選んで口にした。曹彰はそれとも知らず、毒のある物、ない物、ともに口にしてしまった。毒が回ってきた曹彰は苦しみだし、卞太后は水を持ってきて手当てをしようとしたが、曹丕はあらかじめ左右に命じてつるべを壊させておいたので、卞太后ははだしで井戸へ走って行ったが、水を汲むことはできなかった。しばらくして、ついに曹彰の息は絶えた。曹丕は、次に東阿王（曹植）を殺そうとした。卞太后は言った。「おまえはもう私の任城王を殺した。この上、私の東阿王までも殺すことはまかりならぬ」[28]。

- 張遼が洛陽に入朝すると、曹丕（文帝）は張遼を建始殿に案内した上で引見し、合肥などでの戦況の話を聞き、その武勇を召虎に例えこれを称賛した。張遼のために邸宅が建てられ、張遼の母のためにも御殿が造成された。また、合肥で張遼の求めに応じて突撃した兵士たちは、近衛兵に取り立てられた。張遼は雍丘に駐屯したが、病気に罹った。曹丕は侍中の劉曄と太医を派遣し手厚く見舞いを送り、元の部下達も心配した。またある時は、曹丕自身の行在所に張遼を招き、親しく見舞ったりもした。張遼は病気が少し直ったところで、元の駐屯地に戻る事になった。

- 夏侯尚の正妻は曹氏一族（曹真の妹）だったが、若い愛妾がお気に入りで、正妻を蔑ろにしていた。それを聞いた曹丕は怒って、その愛妾を暗殺してしまった。夏侯尚は悲嘆のあまり精神を病み、埋葬した愛妾を懐かしがって墓を掘り起こすことまでした。それを聞いた曹丕は「杜襲が夏侯尚は私の友人にふさわしくないと言っていたがその通りであった」とますます怒りを含めたが、夏侯尚に会うとあまりの憔悴ぶりに驚き「やりすぎであった」と反省し、元通り厚遇した。曹丕はたびたび見舞い、その手を握っては涙したが1年後、夏侯尚は愛妾の後を追うように亡くなった[23]。

- 曹操が崩じたとき、子の曹丕は、曹操の寵姫たちをみな自分のものにして、侍らせた。曹丕の病気が重くなったとき、母の卞后が見舞いに行った。彼女が部屋に入ってみると、宿直の侍女はみな昔、曹操が寵愛した者たちだった。太后が「いつここに来たのです?」と問うと、寵姫らは「（先帝が）おかくれあそばされた直ぐ後で参りました」という。そこで太后はそれ以上進まず、嘆息しながら「犬やネズミでもお前の食べかすは食らうまい。死ぬのは当然でしょう」と言った。文帝の大葬にも太后はまったく哭泣しなかった[29]。

## 三国志演義
曹操が冀州を攻め落とした時、曹丕は真っ先に袁紹の屋敷に乗り込み、袁煕の妻であった甄氏を見初めて自分の妻にしたという。これを聞いた曹操は「今度の戦はあいつの為にやったようなものだ」と苦笑したという。
呉蜀同盟に怒り、呉に対して黄初5年（224年）に大水軍をもって攻めるが徐盛に大敗、赤壁の戦い同様の被害を出し、そこで張遼を失ったと描写してある。

## 妻子
- 正室?：甄夫人（贈文昭皇后）
  - 長男：明帝 曹叡（元仲）- 第2代皇帝
  - 女子：東郷公主
- 皇后：郭女王（文徳皇后）
- 側室：李貴人
  - 男子：賛哀王 曹協 - 早世
- 側室：陰貴人
- 側室：柴貴人
- 側室：仇昭儀
  - 男子：東海定王 曹霖 - 第4代皇帝曹髦の父
- 側室：潘淑媛
  - 男子：北海悼王 曹蕤
- 側室：朱淑媛
  - 男子：東武陽懐王 曹鑒
- 側室：徐姫
  - 男子：元城哀王 曹礼
- 側室：蘇姫
  - 男子：邯鄲懐王 曹邕
- 側室：張姫
  - 男子：清河悼王 曹貢
- 側室：宋姫
  - 男子：広平哀王 曹儼
- 側室：莫瓊樹
- 側室：薛夜来
- 側室：田尚衣
- 側室：段巧笑[30]
- 妻：任氏 - 即位前の妻
- 山陽公の娘2名
- 生母不詳の子女
  - 次男：曹喈（仲雍）- 早世[31]

### 原典の訳書
- 『曹操・曹丕・曹植詩文選』、川合康三編訳、岩波文庫、2022年。ISBN 4003204611
- 『六朝詩人傳』、興膳宏（編者代表）大修館書店、2000年。ISBN 9784469232134